# ريك هارت
ريك هارت (بالإنجليزية: Rick Hart)‏ هو مهندس الصوت ومهندس أمريكي، ولد في القرن العشرين.

## وصلات خارجية
- ريك هارت على موقع IMDb (الإنجليزية)
- ريك هارت على موقع قاعدة بيانات الفيلم (الإنجليزية)